# 葛圣平
葛圣平（1945年8月—），男，安徽当涂人，中华人民共和国政治人物，曾任浙江省人民检察院检察长、党组书记，浙江省人大常委会副主任。